# ジョヴァンニ・バッティスタ・ヴィヴァルディ

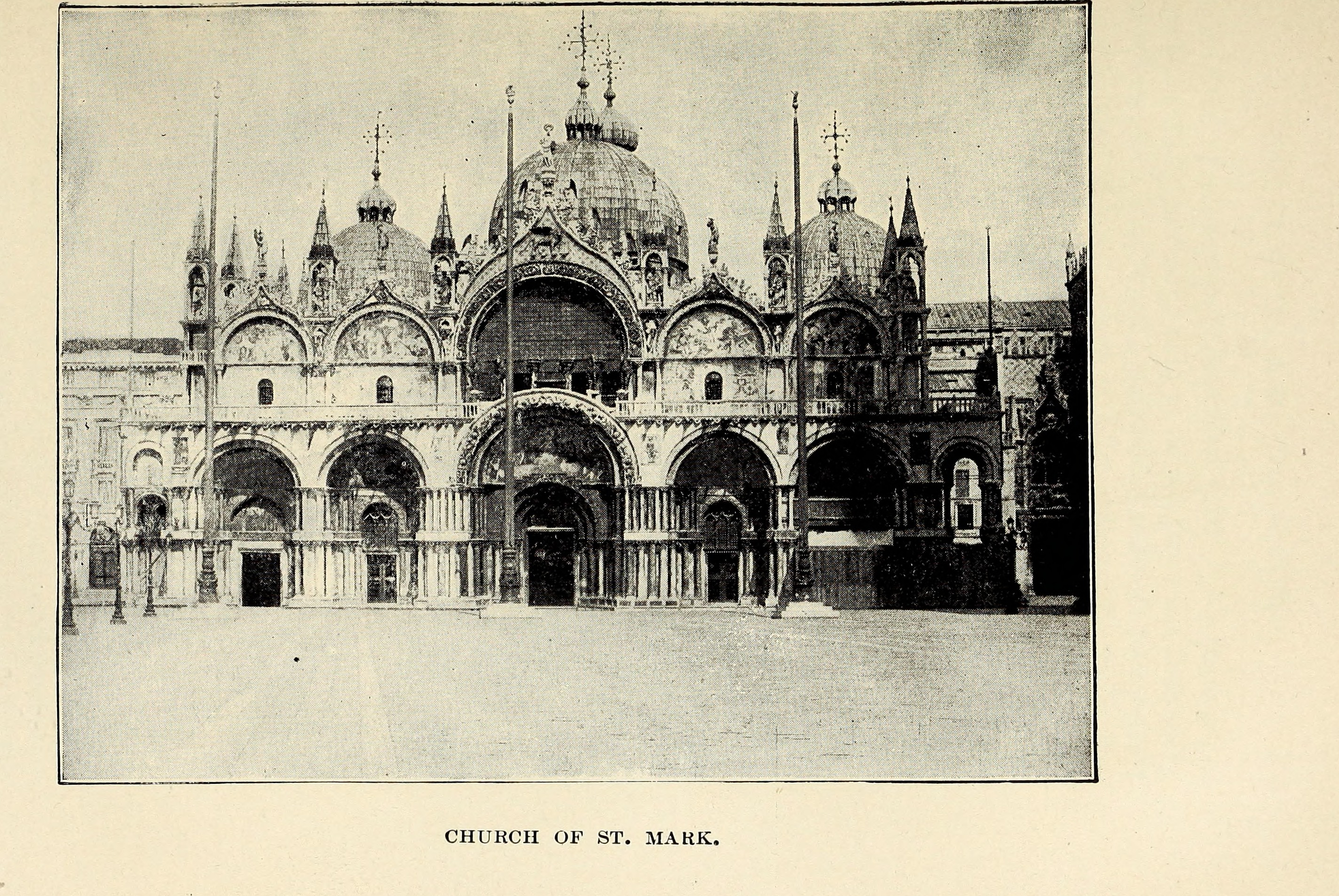
サン・マルコ大聖堂

ジョヴァンニ・バッティスタ・ヴィヴァルディ（Giovanni Battista Vivaldi 、1655年 – 1736年）はイタリアのヴァイオリニスト、作曲家、床屋、興行師。作曲家アントニオ・ヴィヴァルディの父。

## 来歴
1655年ヴェネツィア共和国のブレシアで仕立て屋アゴスティーニ・ヴィヴァルディとその妻マルガリータの息子として生まれる。父の死後、1666年に、酒と食料を扱う商人の兄アゴスティーニ（父と同名）について母親とともにヴェネツィアに赴く。ヴェネツィアで理髪師（当時の理髪師は髪と髭の調整のほかに簡単な外科手術を生業としていた）となり、1676年6月11日にバジリカータ出身の仕立屋の娘カミッラ・カリッキオ(Camilla Calicchio)と結婚する。
1678年3月4日に長男が生まれる、生命に危険があるほどの虚弱な状態での誕生だったため、その場で助産婦によって仮の洗礼が施され、3月4日を祝日とする聖人のルキウス1世から「ルーチョ」の2つの名前を付けられる。アントニオ誕生の時、職業はすでに理髪師から演奏家に変わっていた。ジョヴァンニ・バッティスタが結婚した年には長女としてガブリエッラ・アントニアが生まれていたが、アントニオがブラーゴラ教会で正式に洗礼を受けた5月6日の翌月6月9日に、わずか1歳5か月の短い命を閉じた。
1680年、次女マルゲリータ・ガブリエッラ誕生、彼女はおそらく未婚のまま長兄アントニオ、四女ザネッタとともに実家で暮らし、兄の死後もそこに住んでいたことがわかっている。1683年、三女チェチーリア・マリーア誕生、彼女は1713年に長男アントニオの興行仲間ジョヴァンニ・マウロと結婚し、長男のピエトロ・マウロ(Pietro Mauro 1715生)と次男のダニエレ・マウロ(Daniele Mauro 1717生)は兄アントニオのコピスト（写譜士）となる。ピエトロ・マウロは1731年から1741年まではテノールのオペラ歌手としても活動し、1731年にパドヴァで公演されたアントニオ・ヴィヴァルディのオペラ『ファルナーチェ』(Farnace)でイル・ヴィヴァルディ(Il Vivaldi)の名で出演している。ピエトロは写譜士としても成功し、現在のゴルドーニ劇場の近くに弟ダニエレと共に店舗を構え、1760年のピエトロ・グラデニーゴ(Pietro Gradenigo)の日記には、ヴェネツィアで最も優れた写譜士でありスウェーデン王とも文通を交わしていると記されている。
1685年、次男ボナヴェントゥーラ・トマーゾ誕生。彼に関しては、1718年にヴェネツィアの外で結婚するために理髪師の弟二人（フランチェスコとイゼッポ）に証言を依頼し、ヴェネツィアの外に移り住んだ。ジョヴァンニ・バッティスタはこの年にサン・マルコ大聖堂の楽団のヴァイオリニストに就任する。同年にはサン・マルコの楽長にジョヴァンニ・レグレンツィが就任しており、レグレンツィが楽団の充実と規模の拡大を行ったため、その機会をつかんだものと思われる。年俸は15ドゥカートと低かったが、演奏の度に給与を受け取っていたと考えられている。さらに同じ年に、レグレンツィを代表とする音楽家の組合「聖チェチーリア音楽家扶助協会」(association Sovvegno dei musicisti di Santa Cecilia)の創設者100の一人として参加した。この時サン・マルコと組合には「ジョヴァンニ・バッティスタ・ロッシ(赤毛に由来する仮名）」の名義で登録されており、それにより1688-89年頃に「G・B・ロッシ(G.B.Rossi)」の名義で作曲されたオペラ〈不運な忠節〉(La fedeltà sfortunata)は彼のものと考えられている。
1687年、四女ザネータ（ジャンネッタのヴェネツィア語読み）・アンナ誕生、彼女は未婚のまま74歳で亡くなった。
1689年、7月22日付けのヴェネツィアの慈善院メンディカンディの記録に、楽器の教師に「ロッシことジョヴァンニ・バッティスタ・ヴィヴァルディを選出」する決定を行ったとあり、1693年まで器楽教師 (maestro de' strumenti)として勤め、またサン・マルコの楽団での年俸も25ドゥカートに引き上げられた。同じ年、ジョヴァンニ・バッティスタはサン・グリゾーストモ劇場の劇場付きヴァイオリニストとなり、また同劇場の桟敷席の運営権を、15ドゥカートの負債（ヴァイオリニストとしての給料の未払いの可能性が指摘されている）と引き換えに所有者のグリマーニ兄弟から手に入れ、劇場興業にも携わるようになった。
1690年、三男フランチェスコ・ガエターノ誕生、彼は父と同じ理髪師になったが、1692年にヴェネツィアの貴族で議員でもあるアントニオ・ソランツォに対し侮辱的な行為（ズボンを下ろして下半身を露出させた）を行ったかどで短期間ヴェネツィアを追放され、1727年に土木業者となってサン・マルコ広場の舗装事業に携わり、1731年に出版業者となった。フランチェスコは1752年まで生きて、少なくとも7人の子をもうけ、息子のカルロ・ヴィヴァルディ(Carlo Vivaldi 1731生)はコピストになった。
アントニオ・ソランツオの甥でサン・マルコの財務官だった蔵書家のヤコポ・ソランツォ(Jacopo Soranzo)は、なぜかアントニオ・ヴィヴァルディの死後、彼の遺した大量の楽譜コレクションを入手していた。このコレクションは、親フランス政策（外交革命）を推進するオーストリアの宰相カウニッツの意向を受け、ウイーンの劇場総監督としてグルックを庇護してウィーンの「オペラ改革」に携わったのちにヴェネツィア大使となっていた、ジャコモ・ドゥラッツォの手に渡り、最終的にトリノの王立図書館のコレクションとなった。
1692年に四男イゼーポ（ジュゼッペのヴェネツィア語読み）・サント、1694年に五女ジェローラマ・ミケーレが誕生するが、2人とも幼くしてこの世を去る。
1697年、末っ子の六男イゼーポ・ガエターノ誕生。彼は1723年にフランチェスコ派の修道士となるが、ほどなくして還俗し、1729年に雑貨屋の薬の販売員だったジャコモ・クレスパンを刃物で刺して3年間ヴェネツィアを追放される。
1710年、サン・タンジェロ劇場の支配人フランチェスコ・サントゥリーニ(Francesco Santurini)が、1677年から不当支配していた劇場と土地の支配権を取り戻すために、本来の所有者のマルチェッロ家とカペッロ家によって起こされた裁判記録に、サントゥリーニの仕事上のパートナーとしてジョヴァンニ・バッティスタの名が記録されている。サントゥリーニは1713年に、前年に息子のドン・アントニオに与えた劇場の支配権を、アントニオ・ヴィヴァルディに譲り渡すが、その理由に父親とサントゥリーニの関係があったことは確実である。裁判は原告の意思の通らない形で決着し、このことが1720年にベネデット・マルチェッロによって『当世流行劇場』が著される遠因であると考えられている。
1711年、ピエタの音楽教師の職を休職していた息子のアントニオと、故郷のブレシアで演奏旅行を行った。
1728年5月6日、妻カミッラ死去。長男アントニオがトリエステで神聖ローマ帝国皇帝カール6世と謁見する。この時に、おそらくウィーンへ招待され、父を伴って旅行に赴く。
1729年9月、74歳で「息子（間違いなくアントニオ・ヴィヴァルディ）と共にドイツ旅行を行うために」休暇を申請する。従ってこの年までサン・マルコのヴァイオリニストを務めていたことになる。。
1735年、長男アントニオがピエタの音楽指導者として「ヴェネツィアに居住し続けること」を条件に復帰する。アントニオがこの条件を受け入れたのは父ジョヴァンニ・バッティスタの健康に問題があったからとも推測されている。
1736年、5月14日にヴェネツィアで死去。
ジョヴァンニ・バッティスタは優れた音楽家として評価されており、ヴィンツェンチオ・コロネッリ(Vincenzo Coronelli )が発行するヴェネツイア観光ガイドには1706年から数年間、息子とともにヴェネツィアを代表する音楽家として記載されていた。また息子（アントニオ）とゲオルク・フィリップ・テレマンの写譜士を務めており、ヴァイオリニストのマルティーノ・ビッティ(Martino Bitti)は教え子の一人だった。

## Webリンク
- ヴェネツィアの情報-ヴィヴァルディ